# Банников, Павел Владимирович
Па́вел Владими́рович Ба́нников (в некоторых публикациях Па́вел Пого́да; род. 31 октября 1983, Алматы) — казахстанский русский поэт, эссеист, редактор, журналист. Главный редактор проекта «Фактчек в Казахстане».

## Биография
Окончил филологический факультет Казахского национального педагогического университета имени Абая в 2007 году, занимался в литературном семинаре фонда «Мусагет» под руководством О. Б. Марковой.
С 2009 года является руководителем семинара поэзии в Открытой литературной школе Алматы. Редактор литературного издания «Ышшо один». Куратор литературных фестивалей «Созыв» и «Полифония».
Печатался в журналах «Знамя», «Новый мир», «Новое литературное обозрение», «Воздух», «Москва», «Аманат» и других. В 2017 году вошёл в короткий список премии «Лицей».
Стихи Банникова — «это попытка перенести на казахстанскую почву разные поэтические традиции: прежде всего поэтику битников (Гинзберг и Буковски), русский андеграунд и его проекцию на современную русскую поэзию», «попытка присвоить социальное и интимизировать обыденное, собрать картину действительности из разрозненных новостных фрагментов».